# Novio Plauzio
Novio Plauzio (in latino Novius Plautius; IV secolo a.C. – III secolo a.C.) è stato un artista romano.
Liberto osco dei Plauzi, fu autore della celebre Cista Ficoroni, su cui lasciò la propria firma.